# اچیناکوسید
اچیناکوسید (به انگلیسی: Echinacoside) با فرمول شیمیایی C35H46O20 یک ترکیب شیمیایی با شناسه پاب‌کم 9805 است. که جرم مولی آن ۷۸۶٬۷۳ گرم بر مول می‌باشد. 